# Olympique de Moka
Olympique de Moka – maurytyjski klub piłkarski z siedzibą w mieście Moka, grający niegdyś w pierwszej lidze maurytyjskiej.

## Sukcesy
- I liga[1]:
  - mistrzostwo (1): 2001.

- Puchar Mauritiusa[2]:
  - finał (2): 2001, 2002.

- Puchar Republiki Mauritiusa[2]:
  - finał (1): 2001.

## Występy w afrykańskich pucharach
| Sezon | Rozgrywki                 | Runda   | Kraj       | Klub             | Dom | Wyjazd | Dwumecz |
| ----- | ------------------------- | ------- | ---------- | ---------------- | --- | ------ | ------- |
| 2002  | Liga Mistrzów             | wstępna | Madagaskar | SO Emyrne        | 1–2 | 0–2    | 1–4     |
| 2003  | Puchar Zdobywców Pucharów | wstępna | Madagaskar | AS Fortior       | 3–1 | 0–1    | 3–2     |
| 2003  | Puchar Zdobywców Pucharów | 1       | Zambia     | Power Dynamos FC | 0–0 | 1–3    | 1–3     |

## Stadion
Domowe mecze klub rozgrywa na stadionie o nazwie Stade de Moka w Moka, który może pomieścić 1200 widzów.